# Буконтас, Альфонсас
Альфонсас Бу́контас (лит. Alfonsas Bukontas; 11 сентября 1941, Мажейкяйский район) — литовский писатель и переводчик.

## Биография
Родителей-евреев убили нацисты; ребёнком был спасён литовцами, прятавшими его.
Окончил филологический факультет Вильнюсского университета (1964). Преподавал в школах (в 1963—1965 годах в Рудишкес Тракайского района). Работал в редакциях газет и журналов, в том числе в 1966—1967 годах в еженедельнике Союза писателей Литвы «Литература ир мянас» („Literatūra ir menas“; «Литература и искусство»). С 1968 года был заведующим отдела редакции молодёжного журнала «Яунимо грятос» („Jaunimo gretos“; «Ряды молодёжи»).
Стихотворения Буконтаса публиковались с 1958 года. Издал несколько сборников стихотворений („Slenkančios kopos“, 1967; „Piešiniai ant vandens“, 1972; „Mėnulio takas“, 1977, „Penktas metų laikas: rinktinė“, „Vilnius – Lietuvos Jeruzalė“, 1997). C 1972 года член Союза писателей Литвы.
Составитель книги, включившую в себя поэму Моше Кульбака «Вильнюс» на идиш, литовском, английском, французском, немецком, польском и русском языках (1997). В составленную Альфонсасом Буконтасом книгу на литовском языке вошли отдельные трактаты и поэзия Л. П. Карсавина. В переводах Альфонсаса Буконтаса была издана книга сонетов и терцинов Карсавина (с параллельным текстом на русском языке)
Помимо стихотворных текстов Карсавина, переводил поэзию Гёте, Пушкина, Блока, Волошина, Тадеуша Ружевича, других авторов, а также Бхагаватгиту.
Стихи Буконтаса переводились на азербайджанский, английский, грузинский, латышский, молдавский, немецкий, русский (книга «Пока летит стрела», Москва, 1990), украинский и другие языки.
В 2018 году награждён медалью ордена «За заслуги перед Литвой».